# Урожай (спортивное общество)
«Урожай» — добровольное спортивное общество в СССР (1951—1987) и России (1993).

## История
Советская власть уделяла большое значение физическому здоровью своих граждан. Для полноценных занятий физической культурой организовывались физкультурные кружки, секции, общества и спортивные команды. В 1930-е годы механизация сельско-хозяйственных работ привела к коренным изменениям в сёлах и деревнях, в жизнь сельских жителей — у крестьянина появилось свободное от хозяйственной деятельности время.
Решение о создании спортивных обществ при профсоюзных организациях было принято Всесоюзным Центральным Советом профессиональных союзов. Всесоюзное сельское спортивное общество объединило спортсменов и физкультурников государственных сельскохозяйственных предприятий, машино-тракторных станций, совхозов и заготовительных предприятий — это было ДСО «Урожай». Началось массовое спортивное движение: стали проводиться спортивные праздники, соревнования по видам спорта районного, республиканского, краевого и областного уровней, стали строиться спортивные сооружения. Большую роль в организации этой работы играл комсомол.
Выполнившим разрядные спортивные нормативы присваивались спортивные звания, первыми среди колхозных спортсменов высокого звания «Мастер спорта СССР» были удостоены Антонина Малофеева и Николай Гоголев из Подмосковья (1947). Член ДСО «Колхозник» сельский учитель из Чувашской АССР А. Игнатьев, выиграв чемпионат Советского Союза, ставший призёром летних XVI Олимпийских игр (1956) в беге на 400 м и рекордсменом страны, получил звание «Заслуженный мастер спорта СССР».
ДСО «Урожай» действовало и во время Великой Отечественной войны
Для централизации руководства деятельностью колхозных коллективов в декабре 1950 года по постановлению Совета Министров РСФСР "О создании в РСФСР добровольного спортивного общества «Колхозник» было создано ещё одно спортивное общество сельских жителей, с 1951 года на территории РСФСР массовую физкультурную и спортивную работу среди них стали проводить два спортивных общества — Всесоюзное профсоюзное ДСО «Урожай» и ДСО «Колхозник». Второе ДСО стало самым многочисленным спортивным обществом в Российской Федерации: в 1951 году в нём было 21 746 коллективов физкультуры и 586 242 физкультурника, около миллиона сельских физкультурников РСФСР из этих обществ приняли участие в летних спартакиадах; около 200 тысяч человек — в заочных легкоатлетических соревнованиях. Выполнив совместно свою работу оба общества были слиты в одно с общим названием «Урожай».
К началу 1970-х годов ДСО «Урожай» занимало одно из первых мест в советском конном спорте
Многие воспитанники ДСО «Урожай» вписали свои имена золотыми буквами в историю Олимпийского и мирового спортивного движения — биатлонисты В. Барнашов, Л. Носкова, С. Ишмуратова; лыжники Р. Сметанина, В. Веденин, А. Кузнецов, В. Кузин, Т. Тихонова; легкоатлеты — А. Игнатьев, Б. Криунов, В. Анохин, А. Прокофьев, В. Моисеев, В. Циренов; конники — Е. Петушкова, Ю. Андреев, П. Деев, И. Семёнов, А. Пуртов, А. Евдокимов, Г. Самоседенко, Ю. Солос, В. Горелкин, В. Калинин, Н. Корольков, В. Асмаев, С. Рогожин; борцы — А. Алиев, Р. Ашуралиев, М. Арацилов, Р. Дмитриев; гандболист А. Панов; дзюдоисты — В. Невзоров, А. Емиж; самбист - А. Хапай; стрелок из лука В. Ешеев.